# Johann Adolph von Ahlefeldt
Johann Adolph von Ahlefeldt (* 24. Oktober 1679 in Kiel; † 3. Oktober 1761 in Kopenhagen) war Gutsherr der Adligen Güter Buckhagen, Giffelfeldt, Raskenberg und Priesholz.

## Leben
Von Ahlefeldts Eltern waren der Gutsherr auf Buckhagen und Vizestatthalter Joachim von Ahlefeldt (1646–1717) und dessen Ehefrau Anna Margarethe (1653–1726), geb. von Buchwaldt auf Jersbek. Johann Adolph von Ahlefeldt besuchte zusammen mit seinem Bruder Gert Philipp (1676–1699) die Universität Kiel, 1695 bis 1697 unternahmen beide eine Ausbildungsreise bis nach Italien. 
Von Ahlefeldt war Königlich dänischer Geheimer Konferenzrat, Kammerherr und seit 1714 Träger des Dannebrog-Ordens. 1726 wurde er zum königlichen Landrat ernannt, bis 1731 gehörte er dem Obergericht in Schleswig an. 1739 wurde von Ahlefeldt zum Geheimen Konferenzrat ernannt. Am 8. Juli 1752 wurde er im Schloss Friedrichsburg durch den König Friedrich V. von Dänemark und Norwegen mit dem Elefanten-Orden ausgezeichnet.